# Фульдская высшая школа
Фульдская высшая школа (нем. Hochschule Fulda , HS-Fulda) — немецкий вуз, расположенный в городе Фульде. Основан в 1974 году. В настоящее время здесь обучается около 8000 студентов и преподают около 150 профессоров. Предоставляет обучение по степеням бакалавр и магистр в рамках Болонской системы.

## История
История высшей школы началась после Второй мировой войны. Её предшественником являлся основанный в 1949 году «Педагогический институт», открытый 2 мая 1963 года, который подготавливал преподавателей музыкальных и технических дисциплин.
С 1 августа 1971 года являлся частью Гиссенской высшей школы. Ровно через три года Фульдская высшая школа была выделена в новое учебное заведение. Примерно 750 студентов были зачислены на зимний семестр 1974/75 года. В это же время была открыта новая кафедра экономики.

## Логотип
Логотип университета состоит из трёх листьев Бука что символизирует отношение к местному ландшафту.

## Факультеты
- Прикладная Информатика (нем.  Angewandte Informatik)
- Электротехника (нем. Elektro- und Informationstechnik)
- Пищевая промышленность (нем.  Lebensmitteltechnologie)
- Здравоохранение (нем.  Pflege und Gesundheit)
- Социальные науки (нем.  Sozial- und Kulturwissenschaften)
- Экономика (нем.  Wirtschaft)

## Кампус
Часть корпусов, построенных в конце XIX века, использовались как казармы для прусского кавалерийского полка.
В 2006 году после реструктуризация факультетов было решено построить новые учебные корпуса. В них находятся современные компьютерные лаборатории и лекционные аудитории.
В августе 2013 года состоялось открытие новой студенческой столовой, библиотеки, и административного здания для услуг студентам.
На территории всего кампуса действует беспроводная сеть с доступом в Интернет и ко внутренним ресурсам вуза.

## Университеты-партнёры
- США Бостонский университет, Массачусетс, Бостон
- США Университет штата в Сан-Франциско, Калифорния, Сан-Франциско
- Россия Санкт-Петербургский государственный университет сервиса и экономики, Санкт-Петербург
- Россия Санкт-Петербургский институт внешнеэкономических связей, экономики и права, Санкт-Петербург